# Liste der Baudenkmale in Ahrensfelde
In der Liste der Baudenkmale in Ahrensfelde sind alle denkmalgeschützten Bauten der brandenburgischen Gemeinde Ahrensfelde und ihrer Ortsteile aufgeführt. Grundlage ist die Landesdenkmalliste mit dem Stand vom 31. Dezember 2021.

## Baudenkmale nach Ortsteilen
In den Spalten befinden sich folgende Informationen:
- ID-Nr.: Die Nummer wird vom Brandenburgischen Landesamt für Denkmalpflege vergeben. Ein Link hinter der Nummer führt zum Eintrag über das Denkmal in der Denkmaldatenbank. In dieser Spalte kann sich zusätzlich das Wort Wikidata befinden, der entsprechende Link führt zu Angaben zu diesem Denkmal bei Wikidata.
- Lage: die Adresse des Denkmales und die geographischen Koordinaten. Link zu einem Kartenansichtstool, um Koordinaten zu setzen. In der Kartenansicht sind Denkmale ohne Koordinaten mit einem roten beziehungsweise orangen Marker dargestellt und können in der Karte gesetzt werden. Denkmale ohne Bild sind mit einem blauen bzw. roten Marker gekennzeichnet, Denkmale mit Bild mit einem grünen beziehungsweise orangen Marker.
- Bezeichnung: Bezeichnung in den offiziellen Listen des Brandenburgischen Landesamtes für Denkmalpflege. Ein Link hinter der Bezeichnung führt zum Wikipedia-Artikel über das Denkmal.
- Beschreibung: die Beschreibung des Denkmales
- Bild: ein Bild des Denkmales und gegebenenfalls einen Link zu weiteren Fotos des Baudenkmals im Medienarchiv Wikimedia Commons

### Ahrensfelde
| ID-Nr.                           | Lage                                    | Bezeichnung                                                                                | Beschreibung | Bild                                        |
| -------------------------------- | --------------------------------------- | ------------------------------------------------------------------------------------------ | --- | ------------------------------------------- |
| 09175015                         | B 158 (Lage)                            | Meilenstein (Rundsockelstein), bei km 50,54                                                | Der Meilenstein steht am östlichen Straßenrand der Bundesstraße 158, nördlich Ahrensfelde. Der Meilenstein wurde 1816 errichtet und ist ein „Viertelmeilenstein“. Vom Stein aus waren es noch zwei preußische Meilen (15,66 km) bis Berlin.                                                                                       | weitere Bilder                              |
| 09175013                         | Dorfstraße (Lage)                       | Kirche                                                                                     | Die evangelische Dorfkirche wurde 1768 auf Resten eines mittelalterlichen Gotteshauses erbaut, einige alte Bauteile wurden in den Neubau eingefügt. In den Jahren 1875 bis 1876 wurde die Kirche vergrößert und der Turm hinzugefügt. Im Inneren befindet sich ein Kreuzigungsrelief aus der zweiten Hälfte des 17. Jahrhunderts. | weitere Bilder                              |
| 09175014                         | Lindenberger Straße / Ulmenallee (Lage) | Ehrenfriedhof für Gefallene der Roten Armee                                                | | Ehrenfriedhof für Gefallene der Roten Armee |
| 09175519                         | Ulmenallee 1 (Lage)                     | Ostkirchhof mit Kapelle, Verwaltungs- und Wohnhaus im Eingangsbereich sowie Brunnenanlagen | Der Ostkirchhof wurde um das Jahr 1910 angelegt. Aus der gleichen Zeit stammt die Friedhofskapelle. | weitere Bilder                              |
| 09176213 Teilobjekt zu: 09175519 | Ulmenallee 1 (Lage)                     | Friedhofskapelle                                                                           | Die Friedhofskapelle mit kreuzförmigen Grundriss auf dem Ostkirchhof Ahrensfelde wurde in den Jahren 1912/13 nach Entwürfen des Baumeisters Paul Korff erbaut. | Friedhofskapelle                            |
| 09175732 Teilobjekt zu: 09175519 | Ulmenallee 1 (Lage)                     | Orgel                                                                                      | Die Orgel der Friedhofskapelle wurde 1914 von der Firma Störmer gefertigt. | BW                                          |
| 09176214 Teilobjekt zu: 09175519 | Ulmenallee 1 (Lage)                     | Verwaltungsgebäude & Wohnhaus                                                              | Die eingeschossigen Gebäude aus der Bauzeit des Friedhofs (um 1910) stehen am westlichen Eingang. | BW                                          |

### Blumberg
| ID-Nr.                  | Lage                           | Bezeichnung                                                             | Beschreibung | Bild               |
| ----------------------- | ------------------------------ | ----------------------------------------------------------------------- | --- | ------------------ |
| 09175110                | Ahrensfelder Chaussee 1 (Lage) | Chausseehaus mit Stallgebäude                                           | | weitere Bilder     |
| 09175349                | B 158 (Lage)                   | Ehrenmal für Gefallene der Roten Armee, an der B 158, Ausfahrt zur A 10 | | weitere Bilder     |
| 09175111                | Scheunengasse 1 (Lage)         | Stall und Scheune des Gutshofs                                          | | weitere Bilder     |
| 09175347                | Kirchstraße 1, 2 (Lage)        | Kirche und Stallgebäude des Pfarrgehöfts                                | Die evangelische Kirche stammt aus der zweiten Hälfte des 13. Jahrhunderts. Der Sakristeianbau wurde 1724 zu einer Patronatsloge und Gruft umgebaut. Im Kirchenschiff hängen fünf gemalte Porträts aus dem 16. und dem 17. Jahrhundert. | weitere Bilder     |
| Teilobjekt zu: 09175347 | Kirchstraße 2 ()               | Stall                                                                   | Das Stallgebäude des Pfarrgehöfts, ein Fachwerkbau mit Ziegelausfachung, wurde in der Mitte des 19. Jahrhunderts errichtet. | ein Bild hochladen |
| 09175348                | Schloßstraße (Lage)            | Park                                                                    | Der Park wurde ab 1840 nach einem Entwurf von Peter Joseph Lenné angelegt und gehörte zu einem Gutshaus, welches 1945 zerstört wurde.                                                                                                   | weitere Bilder     |

### Eiche
| ID-Nr.            | Lage              | Bezeichnung | Beschreibung | Bild           |
| ----------------- | ----------------- | ----------- | ------------ | -------------- |
| 09175354 Wikidata | Dorfstraße (Lage) | Kirche      |              | weitere Bilder |

### Lindenberg
| ID-Nr.                           | Lage                       | Bezeichnung                                 | Beschreibung | Bild           |
| -------------------------------- | -------------------------- | ------------------------------------------- | --- | -------------- |
| 09175371                         | B 2 (Lage)                 | Ehrenfriedhof für Gefallene der Roten Armee | 50 Grabstellen mit quadratischen, graniten Grabsteinen. Die meisten Soldaten fielen zwischen dem 24. und 30. April 1945. | weitere Bilder |
| 09175370                         | Wartenberger Straße (Lage) | Kirche                                      | Die evangelische Kirche stammt aus der ersten Hälfte des 13. Jahrhunderts.                                               | weitere Bilder |
| 09176092 Teilobjekt zu: 09175370 | Wartenberger Straße (Lage) | Taufengel                                   | Der etwa 1,50 Meter große, hölzerne Taufengel wurde um 1700 gefertigt.                                                   | BW             |

### Mehrow
| ID-Nr.   | Lage                          | Bezeichnung                                            | Beschreibung | Bild                                 |
| -------- | ----------------------------- | ------------------------------------------------------ | --- | ------------------------------------ |
| 09175375 | Mehrower Dorfstraße (Lage)    | Kirche                                                 | Die evangelische Kirche stammt aus dem 13. Jahrhundert. Im Inneren befindet sich eine Putzdecke und eine Empore aus dem Jahre 1699. | weitere Bilder                       |
| 09175536 | Mehrower Dorfstraße 11 (Lage) | Gutsverwalterhaus mit Hofpflasterung                   | | Gutsverwalterhaus mit Hofpflasterung |
| 09175535 | Mehrower Dorfstraße 20 (Lage) | Gutsarbeiterwohnhaus                                   | | Gutsarbeiterwohnhaus                 |
| 09175537 | Krummenseer Weg 6 (Lage)      | Wohnstallscheunenhaus mit Schmiede und Gartenland      | | weitere Bilder                       |
| 09175558 | Krummenseer Weg 10 (Lage)     | Wohnstallscheunenhaus mit Stellmacherei und Gartenland | | weitere Bilder                       |
| 09175538 | Krummenseer Weg 11 (Lage)     | Wohnstallscheunenhaus mit Gartenland                   | | Wohnstallscheunenhaus mit Gartenland |
| 09175554 | Krummenseer Weg 12 (Lage)     | Bauernhaus mit Hof und Gartenland                      | | Bauernhaus mit Hof und Gartenland    |
| 09175555 | Krummenseer Weg 13 (Lage)     | Bauernhaus mit Hof und Gartenland                      | | Bauernhaus mit Hof und Gartenland    |
| 09175556 | Trappenfelder Straße 6 (Lage) | Bauernhaus mit Hof und Gartenland                      | | Bauernhaus mit Hof und Gartenland    |
| 09175557 | Trappenfelder Straße 7 (Lage) | Bauernhaus mit Hof und Gartenland                      | | Bauernhaus mit Hof und Gartenland    |

## Ehemalige Baudenkmale
| ID-Nr. | Lage                          | Bezeichnung                                       | Beschreibung | Bild           |
| ------ | ----------------------------- | ------------------------------------------------- | ------------ | -------------- |
|        | Mehrower Dorfstraße 9a (Lage) | Gutsmühle mit Speicher und Ziegelmauereinfriedung |              | weitere Bilder |

## Weitere Denkmallisten
In der Liste der Naturdenkmale in Ahrensfelde befinden sich alle Naturdenkmale der Gemeinde.
In der Liste der Bodendenkmale in Ahrensfelde befinden sich alle Bodendenkmale der Gemeinde.